# Charles Sumner Tainter
Charles Sumner Tainter (Watertown, 25 de abril de 1854 — San Diego, 20 de abril de 1940) foi um fabricante, engenheiro e inventor de instrumentos científicos estadunidense, mais conhecido por suas colaborações com Alexander Graham Bell, Chichester Bell, o sogro de Alexander, Gardiner Hubbard, e por seu melhorias significativas para o fonógrafo do Thomas Edison, resultando no graphophone (gramofone) uma versão do que foi o primeiro gravador.
Mais tarde em sua carreira, Tainter foi associado com a International Graphopone Company of West Virginia, e também gerenciou seu próprio laboratório de pesquisa e desenvolvimento, o que lhe valeu o título de: 'Pai da máquina falante' (ou seja, pai do fonógrafo).

## Biografia
Tainter nasceu em Watertown, Massachusetts, onde frequentou uma escola pública. Sua educação foi modesta, adquirindo seus conhecimentos principalmente por meio da autoeducação. Em 1873, ele conseguiu um emprego na Alvan Clark and Sons Company, produzindo telescópios em Cambridge, Massachusetts, que então contratou a Marinha dos Estados Unidos para realizar observações do trânsito de Vênus em 8 de dezembro de 1874, resultando no envio de Tainter com uma de suas expedições de observação à Nova Zelândia. Em 1878 ele abriu sua própria loja para a produção de instrumentos científicos em Cambridgeport, Massachusetts, onde conheceu Alexander Graham Bell. Um ano depois, Bell chamou Tainter para o que se tornaria seu Laboratório Volta em Washington, DC, onde trabalharia pelos próximos anos.
Durante este tempo, Tainter trabalhou com os Bells em várias invenções, entre elas o photophone e o fonógrafo, que eles desenvolveram no gramofone, uma melhoria substancial do dispositivo anterior de Edison, para o qual Tainter recebeu várias patentes junto com os Bells. Edison posteriormente processou a Volta Graphophone Company (da qual Tainter era parte proprietária) por violação de patente, mas o caso foi resolvido por um meio-termo entre os dois.
Em 1886, ele se casou com Lila R. Munro, e nos anos seguintes trabalhou em Washington, aperfeiçoando seu gramofone e fundando uma empresa para tentar comercializar o gramofone como uma máquina de ditado: o primeiro ditafone. Em 1887, Tainter inventou o tubo de papel helicoidal como um cilindro de gramofone aprimorado. Esse design era leve e forte e passou a ser amplamente utilizado em aplicações muito distantes de sua intenção original, como tubos de correio e recipientes de produtos.
Em 1888, ele foi acometido de pneumonia grave, que o incapacitaria intermitentemente pelo resto de sua vida, levando ele e sua esposa a se mudarem para San Diego, Califórnia em 1903. Após a morte de sua primeira esposa em 1924, ele casou-se com Laura F. Onderdonk em 1928. Tainter recebeu vários prêmios distintos por seu gramofone.

## Trabalho não publicado
Em 1947, a viúva de Tainter, Laura Fontaine Onderdonk, doou uma série de escritos inéditos de Sumner Tainter, incluindo a sobreviver Início Notebooks, à Instituição Smithsonian Museu Nacional de História Americana. Os Home Notebooks contêm agendas diárias que descrevem em detalhes o trabalho de projeto que Tainter conduziu no Laboratório Volta durante a década de 1880. Em 1950, Laura Tainter doou outros itens históricos, incluindo os manuscritos de Sumner Tainter de "Memórias de Charles Sumner Tainter", cujas primeiras 71 páginas detalham suas experiências até 1887, além de outros escritos sobre seu trabalho na fábrica de gramofone em Bridgeport, Connecticut.

## Prêmios e homenagens
- a Exposição Elétrica de Paris concedeu a Tainter uma medalha de ouro por sua co-invenção do photophone no ano anterior (1881);[3]
- o governo francês nomeou-o "Officier de L Instruction Publique" por seu trabalho na invenção do gramofone (1889);[3]
- a Exposição de São Francisco concedeu-lhe uma medalha de ouro por seu trabalho gramofone (1915);[3]
- a Exposição do Pacífico do Panamá também lhe concedeu uma medalha de ouro por seu trabalho no gramofone (1915);[3]
- a American Association for the Advancement of Science fez de Tainter um membro vitalício emérito de seu instituto (Pittsburgh, dezembro de 1934).[3]